# بلو هوریزونته (آنگولا)
بلو هوریزونته (به لاتین: Belo Horizonte) یک منطقهٔ مسکونی در آنگولا است که در Cunhinga واقع شده‌است.